# Biantidae
Biantidae – rodzina pajęczaków z rzędu kosarzy i podrzędu Laniatores zawierająca około 130 opisanych gatunków. 

## Opis
Przedstawiciele tej rodziny osiągają od 1,5 do 5,5 mm długości ciała. Rozpiętość odnóży dochodzi u nich do 26 mm. Nogogłaszczki są znacznie powiększone i uzbrojone. Wiele gatunków jest barwy mahoniowej, inne żółte z ciemnym nakrapianiem.

## Występowanie
Rodzina jest szeroko rozprzestrzeniona na subkontynencie indyjskim, Madagaskarze i w Afryce. Podrodzina Stenostyginae występuje w Indiach Zachodnich i Ameryce Południowej.

## Nazwa
Nazwa rodzajowa Biantes pochodzi od Biantesa, syna Partenopajosa z greckiej mitologii.

## Systematyka
Rodzina zawiera około 130 opisanych gatunków zgrupowanych w 29 rodzajach oraz dzieli się na 4 podrodziny:

### Biantinae
- Anaceros Lawrence, 1959
- Biantella Roewer, 1927
- Biantes Simon, 1885
- Biantessus Roewer, 1949
- Biantomma Roewer, 1942
- Clinobiantes Roewer, 1927
- Cryptobiantes Kauri, 1962
- Eubiantes Roewer, 1915
- Fageibiantes Roewer, 1949
- Hinzuanius Karsch, 1880
- Ivobiantes Lawrence, 1965
- Metabiantes Roewer, 1915
- Monobiantes Lawrence, 1962
- Probiantes Roewer, 1927

### Lacurbsinae
- Eulacurbs Roewer, 1949
- Heterolacurbs Roewer, 1912
- Lacurbs Sørensen, 1896
- Metalacurbs Roewer, 1914
- Prolacurbs Roewer, 1949

### Stenostyginae
- Bidoma Silhavy, 1973
- Caribbiantes Silhavy, 1973
- Decuella Avram, 1977
- Galibrotus Silhavy, 1973
- Manahunca Silhavy, 1973
- Martibianta Silhavy, 1973
- Negreaella Avram, 1977
- Stenostygnus Simon, 1879
- Vestitecola Silhavy, 1973

### Zairebiantinae
- Zairebiantes H. Kauri, 1985